# 佛罗里达县

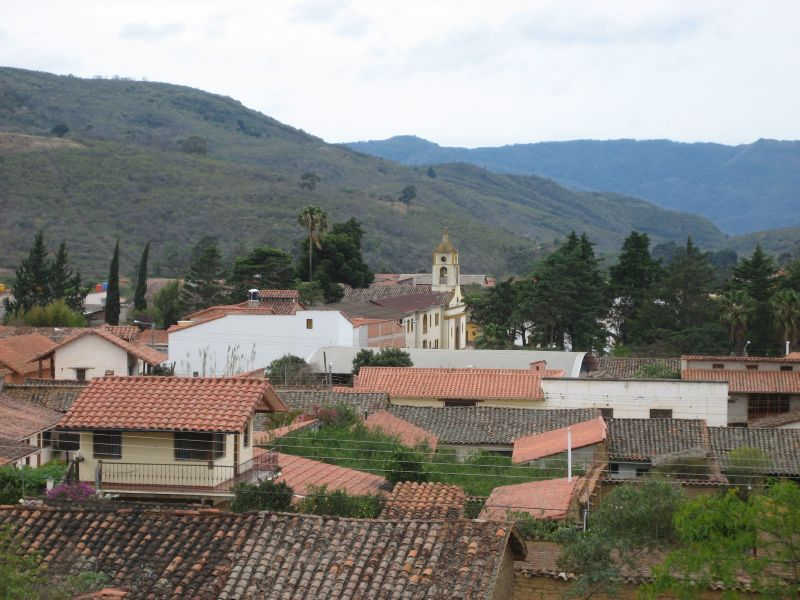

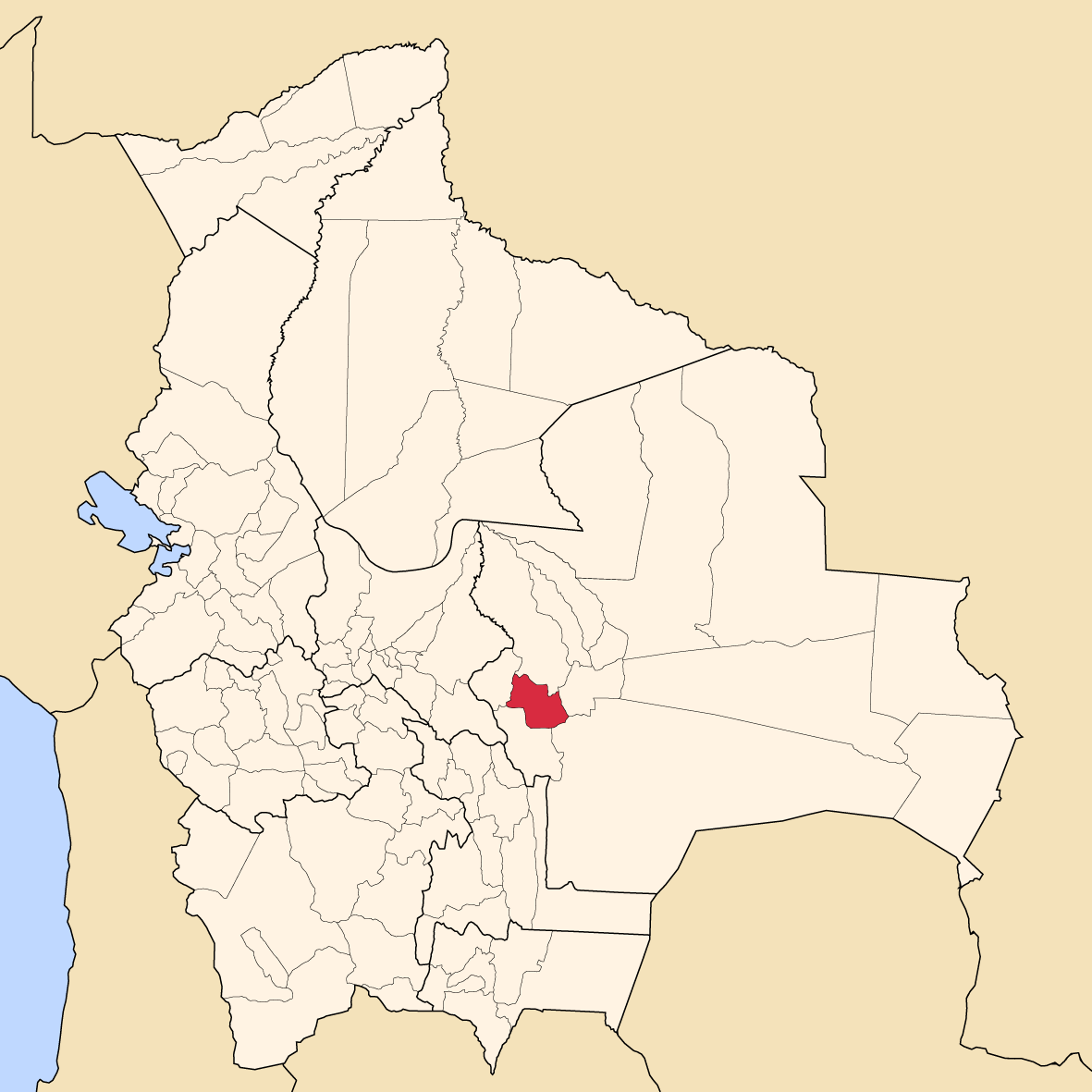

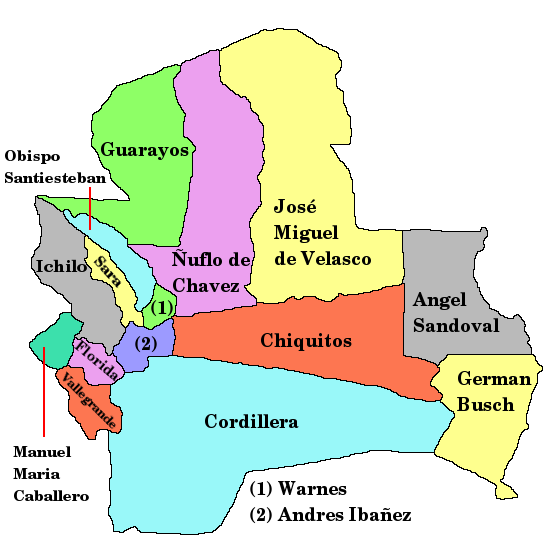

佛罗里达县（西班牙語：Provincia Florida），是玻利維亞的县份，位於該國東部，屬於聖克魯斯省的一部分，县府設於薩邁帕塔，面積4,132平方公里，2001年人口27,447，人口密度每平方公里6.6人。